# República de San Marco
La República de San Marco (del italiano: Repubblica di San Marco) fue un estado revolucionario italiano vigente entre el 22 de marzo de 1848 y agosto de 1849. Con base en la Laguna de Venecia, se extendió a la mayor parte del Véneto, o el territorio Terraferma de la República de Venecia, suprimido 51 años tras las guerras revolucionarias francesas. Después de declarar la independencia del Imperio austríaco de los Habsburgo, la república más tarde se unió al Reino de Cerdeña, en un intento, dirigido por este último, de unir el norte de Italia contra la dominación extranjera austríaca y francesa. Tras el fracaso de la guerra, la ciudad fue reconquistada por las tropas austriacas después de un largo asedio el 27 de agosto de 1849.

## Historia

### Antecedentes
Después de existir como una república marítima independiente durante 1101 años y ser una potencia naval líder en el Mediterráneo durante la mayor parte de ese tiempo, la República de Venecia se rindió ante Napoleón durante las Guerras Revolucionarias Francesas en 1797 y fue cedida al Imperio austríaco (como el reino lombardo-véneto) por el Tratado de Campo Formio unos meses más tarde. Esto fue confirmado por el Congreso de Viena de 1815.
El gobierno austríaco, después de darse cuenta de que no sería posible un gobierno interno mutuamente aceptable, explotó los recursos venecianos, económica y políticamente, favoreciendo a Trieste como puerto imperial. A los 50 años de su adquisición de la antigua república, Austria había tomado 45 millones de liras austriacas más de lo que se había gastado allí y el capitalismo veneciano se había visto sofocado por una reticencia por parte del régimen burocrático y lento de los Habsburgo para otorgar crédito a los empresarios venecianos. A fines de la década de 1840, una gran cantidad de intelectuales, fabricantes urbanos, banqueros, comerciantes y habitantes agrarios de la terra ferma clamaban por un cambio político y una mayor oportunidad económica, aunque solo por medios no violentos.
En toda Italia, la incomodidad con la dominación extranjera y con la monarquía absoluta había llevado a todos los estados italianos (menos el lombardo-véneto) a convertirse en monarquías parlamentarias como parte de la reforma dirigida por el Papa Pío IX. La dura acción policial en respuesta al boicot económico de los monopolios estatales en el Milán austríaco llevó a la expulsión popular de la guarnición austríaca en la ciudad durante cinco días en marzo de 1848.
Poco después, la noticia de la revuelta en Viena que se extendió a Venecia llevó a la ciudad a rebelarse el 17 de marzo contra el dominio austríaco, con el comienzo de la independencia veneciana.

### Insurrección e independencia

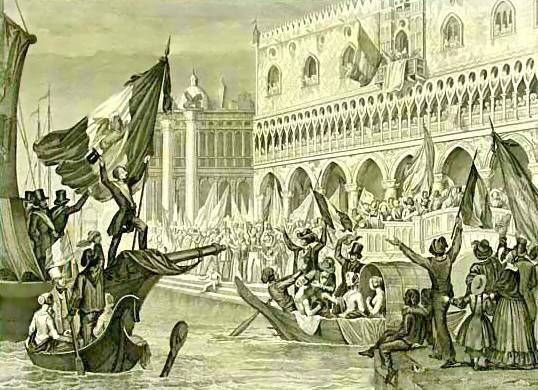
Daniele Manin proclama la República de San Marco. Litografía, fechada ca. 1850.

Pocos días después de la independencia de Milán y Venecia y su afiliación al Reino de Cerdeña, el ejército piamontés cruzó a Lombardía el 24 de marzo de 1848, con el comandante austríaco, el mariscal de campo Radetzky, retirándose hacia las fortalezas del cuadrilatero (Legnago, Mantua, Peschiera del Garda y Verona), una cadena defensiva de fuertes entre Milán y Venecia. Dos días antes, Daniele Manin ingresó al Arsenal de Venecia con "una serie de venecianos de espíritu público", en un desafío directo al dominio austríaco. Mientras el Arsenalotti detestaba a los supervisores austriacos y los italianos en el servicio militar austriaco eran pro-venecianos, Manin y sus partidarios se movieron a voluntad, ilesos. Creyendo que el momento era favorable, Manin sacó a sus seguidores del recinto al grito de ¡Viva San Marco!, siendo este el lema de la desaparecida República de Venecia. Los venecianos, y también los funcionarios austriacos, aceptaron que esto significaba la restauración de la antigua república. Con la excepción de Verona, guarnecida como parte del Quadrilatero, las ciudades de Venecia, en particular Belluno, Padua, Rovigo, Treviso, Údine y Vicenza, se pusieron del lado de la revuelta y rechazaron el gobierno austriaco, proclamando a Manin presidente de la República de San Marco y otorgándole con poderes dictatoriales durante el estado de emergencia. El liderazgo de Daniele Manin fue apoyado por las clases medias, revelando un cambio permanente en el poder de los patricios mercantiles de la antigua república, y su apoyo a las clases bajas, combinado con promesas de ley y orden a la burguesía, significaba que su liderazgo era popular. Desafortunadamente, sin embargo, Manin no tenía las cualidades de liderazgo que podrían haber llevado a una independencia duradera.

### Declive
El rey Carlos Alberto de Cerdeña había ocupado Milán y otros territorios austriacos con su ejército. Pero a pesar del apoyo popular en los Estados Pontificios, la Toscana y las Dos Sicilias para la campaña de Cerdeña, eligió buscar plebiscitos en los territorios ocupados, en lugar de perseguir a los austriacos en retirada.
A pesar del apoyo entusiasta a Cerdeña por parte de los revolucionarios (la República de San Marcos y los voluntarios milaneses de Giuseppe Mazzini), los austriacos comenzaron a recuperar terreno. Pero el gobierno austriaco se tuvo que enfrentar a otros problemas, con el levantamiento de Viena, la revolución húngara de 1848 y otras revoluciones de 1848 en los Estados de los Habsburgo. Entonces Radetzky recibió instrucciones de buscar una tregua, una orden que ignoró.
Mientras Austria estaba presionada por todos los frentes, los italianos le dieron tiempo para reagruparse y reconquistar Venecia y las otras áreas problemáticas del imperio una por una.
Militarmente, las erróneas interpretaciones de la fluctuante situación política en el norte de Italia, combinadas con la indecisión y la mala salud de Manin, que lo confinaron en la cama en momentos críticos, llevaron a varios juicios perjudiciales por parte de Venecia. La flota austriaca estaba estacionada en el antiguo puerto veneciano de Pola, en Istria. A pesar de que Venecia tenía mucha simpatía allí, no hicieron ningún esfuerzo por apoderarse de la flota. Del mismo modo, si los venecianos hubieran alentado la deserción de los soldados lombardo-venecianos del ejército austríaco, tales tropas entrenadas y disciplinadas podrían haber reforzado el ejército veneciano.

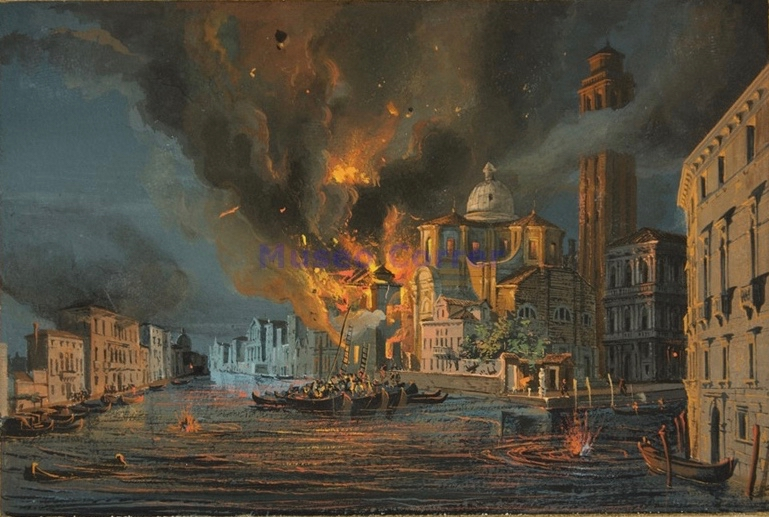
La iglesia de San Geremia en Venecia fue objeto del bombardeo austríaco de 1849.

Los revolucionarios venecianos tampoco lograron incorporar la terra ferma (el continente veneciano) en la república con base en la laguna de manera efectiva. Mientras que la reforma revolucionaria generó cierto apoyo popular hacia el nuevo régimen, los revolucionarios reclutaron pocas tropas allí. Los continentales desconfiaban del poder veneciano, probablemente como resultado de las viejas suposiciones sobre la antigua república marítima. Esto, combinado con la búsqueda destructiva y otros daños, podrían haberse evitado si los revolucionarios hubieran reclutado a través de la terra ferma. Si bien la mayoría de las clases medias y altas seguían apoyando la lucha por la independencia, las clases bajas de la terra ferma eran en gran medida indiferentes a lo que sucedía. Las tropas venecianas y lombardas del ejército de Radetzky permanecieron mayormente leales y lucharon activamente por Austria. Los reclutas del continente podrían haberse combinado con los 2000 guardias papales y los soldados napolitanos bajo el mando del general Pepe, quienes ignoraron las órdenes de retirarse a favor de apoyar a las repúblicas nacientes. Pero cuando los austriacos bajo Nugent marcharon hacia Verona, y el general Durando dirigió una fuerza piamontesa para defenderla, Venecia solo pudo suministrar unos pocos voluntarios, más tarde acompañados por los habituales soldados papales del coronel Ferrari. Esto no sirvió de nada, ya que la fuerza de Nugent se reunió con las fuerzas de Radetzky y tomó Verona fácilmente.
Mientras tanto, Manin se retiró de su fervor republicano, por temor a ofender a Carlos Alberto sin embargo, este movimiento fue ineficaz. También confió en el refuerzo de las tropas piamontesas y papales, sin comprender que Piamonte no daría la bienvenida a un poderoso vecino republicano cuando las monarquías estuvieran amenazadas en toda Europa, o que el papa Pío IX no podía continuar apoyando la guerra entre dos monarcas católicos prácticamente en su frontera. Después de la derrota italiana en la batalla de Custoza el 29 de julio, Carlos Alberto abandonó Milán. Cuando Radetzky ofreció a sus ciudadanos el paso libre de la ciudad, la mitad de la población se fue.

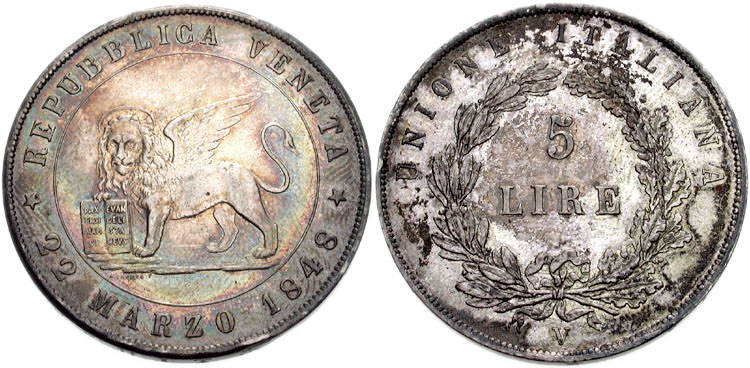
Cinco liras venecianas de la república revolucionaria.

El 4 de julio de 1848, la asamblea veneciana votó 127 contra 6 para aprobar la propuesta de subsunción de Manin hacia el Reino de Cerdeña. Esto duró solo un mes, ya que el 9 de agosto Carlos Alberto firmó un armisticio que restauró la frontera piamontesa en el río Ticino. Al mismo tiempo, la armada piamontesa abandonó su apoyo a Venecia.
A principios de octubre, los seguidores de Giuseppe Mazzini intentaron organizar una gran manifestación republicana, con la esperanza de obtener ayuda de la Segunda República Francesa, convertir la ciudad en un centro de liberación italiana e inspirar a Garibaldi en una cruzada antiaustríaca. Pero Manin, para evitar ofender a Carlos Alberto, suprimió los preparativos. Un "congreso federal" se reuniría en Turín el 12 de octubre de 1848, y el primer ministro Vincenzo Gioberti de Piamonte invitó a Venecia a enviar delegados, pero los venecianos declinaron. La reacción de las autoridades revolucionarias a la declaración de guerra de Piamonte sobre Austria ilustró su incapacidad para comprender las realidades: la asamblea veneciana estuvo en receso durante dos semanas.

### Retorno al control austriaco

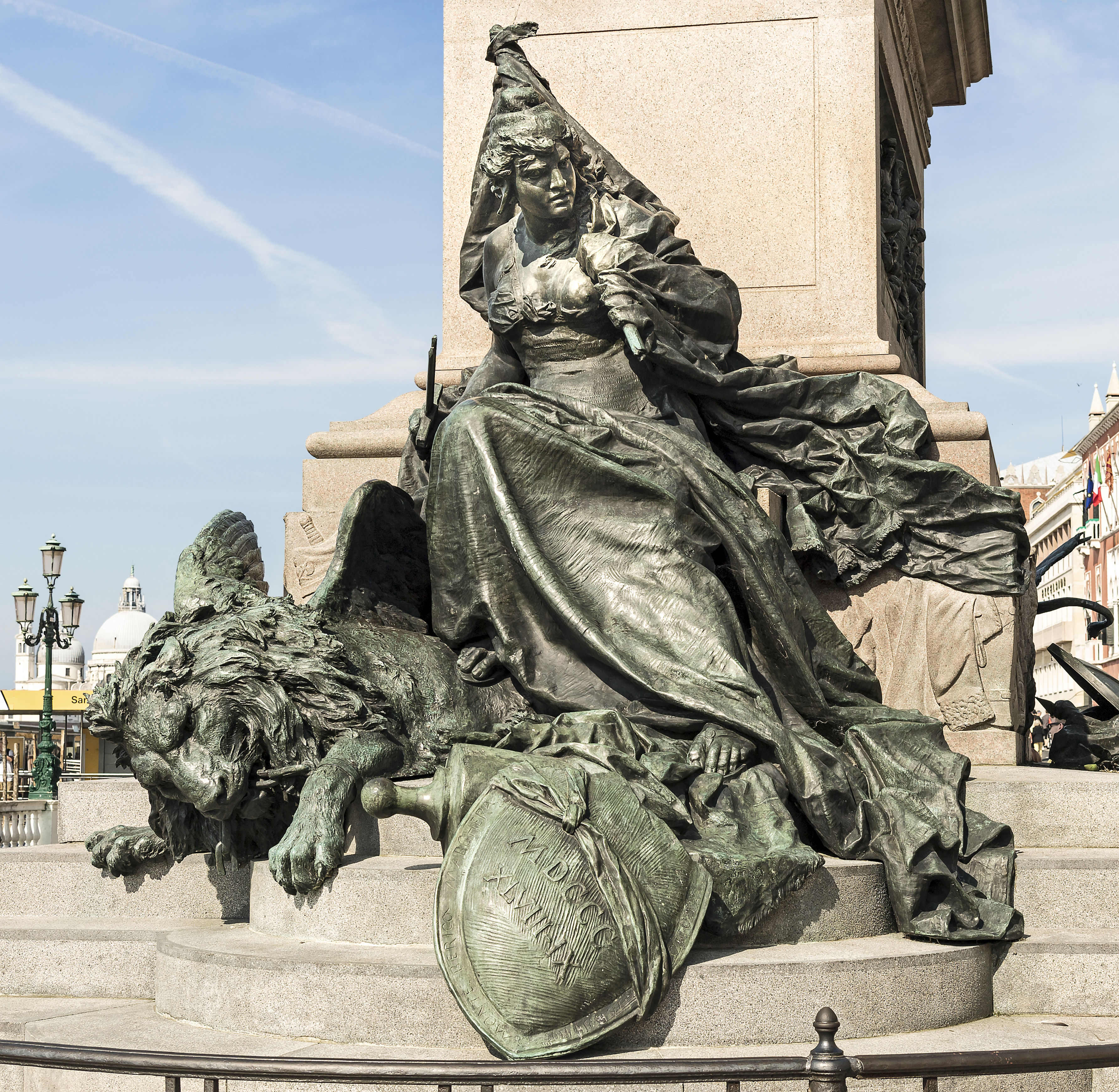
El monumento ecuestre de bronce de 1887 a Víctor Manuel II en Venecia, modelado por Ettore Ferrari, se encuentra en la Riva degli Schiavoni. Los detalles muestran a Venecia encadenada después de la derrota en la Revolución de 1848-1849. A su lado, el León de San Marcos encadenado.

La aplastante derrota de las fuerzas italianas en la batalla de Novara (23 de marzo de 1849) sonó a muerte para la independencia italiana de los austriacos. Para evitar una ocupación del Piamonte, Carlos Alberto abdicó en favor de su hijo Víctor Manuel II, cuyo tratado con Austria requirió la eliminación completa de la marina sarda de las aguas venecianas. Manin se dirigió a la asamblea veneciana el 2 de abril de 1849 y votaron para continuar su lucha contra los austriacos, a pesar del bloqueo de la ciudad. El 4 de mayo de 1849, Radetzky comenzó su ataque contra el fuerte veneciano de Marghera, en poder de 2500 tropas bajo el mando napolitano de Girolamo Ulloa. El bombardeo de la laguna y la ciudad comenzó al mismo tiempo y, solo durante las siguientes tres semanas, se enviaron 60 000 proyectiles hacia Venecia. El fuerte en Marghera resistió hasta el 26 de mayo, cuando Ulloa ordenó su evacuación, a la vez que una oferta de rendición de Radetzky fue rechazada en este momento.
Para agosto, con la hambruna y el cólera arrasando la ciudad, Manin propuso que la asamblea votara por la rendición, amenazando con renunciar si la asamblea votara a favor de luchar hasta el final. La asamblea, sin embargo, estuvo de acuerdo y otorgó al presidente la autoridad para buscar términos, que se acordaron el 22 de agosto. La entrada de Radetzky a Venecia el 27 de agosto marcó la rendición completa de Venecia al Imperio austríaco, restaurando el statu quo ante bellum y haciendo que Manin huyera de Italia, con su familia y 39 compañeros revolucionarios, al exilio. La esposa de Manin murió de cólera pocas horas después de su partida a París.

## Liderazgo
El liderazgo fue ejercido de manera efectiva por Daniele Manin en toda la breve existencia de la república; sin embargo, también fueron elegidos los siguientes jefes de Estado durante los 17 meses de su duración:
| Desde          | Hasta          | Electo(s)                  | Título                              |
| -------------- | -------------- | -------------------------- | ----------------------------------- |
| Marzo de 1848  | Marzo de 1848  | Giovanni Francesco Avesani | Presidente del Gobierno Provisional |
| Marzo de 1848  | Julio de 1848  | Daniele Manin              | Director ejecutivo                  |
| Julio de 1848  | Agosto de 1848 | Jacopo Castelli            | Presidente del Gobierno Provisional |
| Agosto de 1848 | Agosto de 1848 | Daniele Manin              | Dictador                            |
| Agosto de 1848 | Marzo de 1849  | Daniele Manin              | Triunvirato                         |
| Agosto de 1848 | Marzo de 1849  | CA Leone Graziani          | Triunvirato                         |
| Agosto de 1848 | Marzo de 1849  | Col Giambattista Cavedalis | Triunvirato                         |
| Marzo de 1849  | Agosto de 1849 | Daniele Manin              | Presidente del Poder Ejecutivo      |